# Портрет Петра Ивановича Ивелича
«Портрет Петра Ивановича Ивелича» — картина Джорджа Доу и его мастерской, из Военной галереи Зимнего дворца.
Картина представляет собой погрудный портрет генерал-майора Петра Ивановича Ивелича из состава Военной галереи Зимнего дворца.
Во время Отечественной войны 1812 года генерал-майор Ивелич был шефом Брестского пехотного полка и командовал 1-й бригадой 17-й пехотной дивизии, состоял в 1-й Западной армии и был во многих сражениях с французами, в Бородинском бою был ранен. Во время Заграничного похода 1813 года отличился в сражении при Бауцене.
Изображён в генеральском мундире, введённом для пехотных генералов 7 мая 1817 года, на плечи наброшена шинель. Слева на груди звезда ордена Св. Анны 1-й степени; на шее крест ордена Св. Владимира 3-й степени; справа на груди крест ордена Св. Георгия 4-го класса, серебряная медаль «В память Отечественной войны 1812 года» на Андреевской ленте и бронзовая дворянская медаль «В память Отечественной войны 1812 года» на Владимирской ленте. Подпись на раме: П. И. Ивеличъ, Генералъ Маiоръ.
7 августа 1820 года Комитетом Главного штаба по аттестации Ивелич был включён в список «генералов, заслуживающих быть написанными в галерею» и 11 ноября 1821 года император Александр I повелел написать портрет для Военной галереи. 12 ноября 1821 года Инспекторским департаментом Военного министерства Ивеличу было направлено уведомление, что «портрет его Высочайше повелено написать живописцу Дове, посему если изволит прибыть в Санкт-Петербург, то не оставить иметь с Дове свидание». Ивелич в это время находился в отставке и постоянно проживал в Тобольской губернии; вероятно, он приезжал в Санкт-Петербург, где встретился с Доу. Гонорар Доу был выплачен 24 февраля и 1 июля 1822 года. Готовый портрет поступил в Эрмитаж 7 сентября 1825 года.
В середине 1820-х годов в Лондоне фирмой Messrs Colnaghi по заказу петербургского книготорговца С. Флорана с галерейного портрета была сделана гравюра Г. Доу, на которой проставлена дата 1 октября без указания года.